# Villa Devoto (Buenos Aires)
Villa Devoto (noto anche come Devoto) è un barrio della città di Buenos Aires, capitale dell'Argentina.
Ha una popolazione di circa 70 000 abitanti e si trova ad ovest, al confine con la provincia di Buenos Aires, da cui lo separa l'Avenida General Paz.
È uno spazio urbano residenziale caratterizzato da case basse, una volta considerato "il giardino della città", poiché possedeva più alberi che qualsiasi altro quartiere, caratteristica oramai persa. Ha però pochi palazzi alti e scarso traffico veicolare rispetto ad altri quartieri.
A Villa Devoto si trova il punto più alto della capitale argentina, nell'intersezione dei viali Francisco Beiró e Chivilcoy, in cui si raggiunge l'altezza della cupola del Congresso Nazionale.
In questo quartiere abitò durante gli anni '90 il calciatore Diego Armando Maradona (nato nella periferia di Buenos Aires), e parte della sua famiglia ancora nella zona.

## Toponimo
Riceve il suo nome in omaggio a don Antonio Devoto, immigrato ligure di Lavagna, antico proprietario di quei terreni e di una delle più grandi fortune del Sudamerica, insignito nel 1916 da Vittorio Emanuele III d'Italia con il titolo di Conte.

## Infrastrutture e trasporti

### Ferrovie
Villa Devoto è servita da una propria stazione ferroviaria posta lungo la linea suburbana San Martín che unisce Buenos Aires con le località della parte nord-occidentale dell'area metropolitana bonaerense.

## Sport
La principale società calcistica di Villa Devoto è il Club Atlético General Lamadrid.